# Aloe guerrae
Aloe guerrae är en grästrädsväxtart som beskrevs av Gilbert Westacott Reynolds. Aloe guerrae ingår i släktet Aloe och familjen grästrädsväxter. Inga underarter finns listade i Catalogue of Life.